# Alejo Lorenzo Lingua Lavallén
Alejo Lorenzo Lingua Lavallén (* 9. März 2001 in Marcos Juárez) ist ein argentinischer Tennisspieler.

## Karriere
Lingua Lavallén spielte zwischen 2015 und 2019 auf der ITF Junior Tour. Während dieser Zeit nahm er dreimal im Einzel an Grand-Slam-Turnieren teil und erreichte dabei sein bestes Resultat mit dem Einzug ins Achtelfinale der US Open 2019. Im Doppel kam er ebenfalls zweimal bis ins Achtelfinale. Bei weniger hoch dotierten Turnieren gewann Lingua Lavallén zwei Titel im Einzel und drei Titel im Doppel. Darunter war der prestigeträchtige Yucatán Cup, ein Turnier der höchsten Juniorenkategorie (Grade A), den er zusammen mit Román Andrés Burruchaga im Doppel für sich entschied. In der Junioren-Rangliste erreichte er mit Platz 30 seine beste Platzierung.
Seine Profikarriere begann Lingua Lavallén im Jahr 2018. 2019 stand er auf der drittklassigen ITF Future Tour erstmals im Halbfinale, ein Jahr später erreichte er sein erstes Einzelfinale und gewann seine ersten beiden Titel im Doppel, wodurch er das Jahr unter den Top 1000 der Weltrangliste beendete. Die Jahre 2021 und 2022 verliefen ähnlich erfolgreich: Im Doppel fügte er vier weitere Future-Titel hinzu, im Einzel gewann er seine ersten beiden Titel, was ihm den erstmaligen Einzug in die Top 500 sowohl im Einzel als auch im Doppel ermöglichte. Auf der höher dotierten ATP Challenger Tour erzielte Lingua Lavallén ebenfalls erste Erfolge. In Buenos Aires erreichte er mit seinem Landsmann Matías Franco Descotte sein erstes Challenger-Finale, während im Einzel das Viertelfinale beim Challenger-Turnier in Corrientes sein bestes Ergebnis im Jahr 2022 war.
Das Jahr 2023 verlief titellos und weniger erfolgreich als die Vorjahre, was auch auf den plötzlichen Verlust von Lingua Lavalléns Vater zurückzuführen war, der an einem Herzinfarkt verstarb. Erst im Jahr 2024 gelang ihm ein Comeback: Zum ersten Mal in seiner Karriere gewann er zwei Future-Titel im Einzel in einem Jahr (neben zwei Titeln im Doppel). Hinzu kamen Erfolge bei Challenger-Turnieren. In Santos schaffte er es aus der Qualifikation heraus ins Finale, wo er den Libanesen Hady Habib in drei Sätzen besiegte und seinen ersten Challenger-Titel gewann. Dieser Erfolg spiegelte sich auch in der Weltrangliste wider: Mit Platz 377 im Einzel erreichte er ein neues Karrierehoch, während im Doppel seine bisher beste Platzierung von Rang 468 aus dem Jahr 2022 bestehen blieb.

## Erfolge
| Legende (Anzahl der Siege) |
| Grand Slam                 |
| ATP Finals                 |
| ATP Tour Masters 1000      |
| ATP Tour 500               |
| ATP Tour 250               |
| ATP Challenger Tour (1)    |

### Einzel

#### Turniersiege
| Nr. | Datum        | Turnier | Belag | Finalgegner | Ergebnis      |
| --- | ------------ | ------- | ----- | ----------- | ------------- |
| 1.  | 12. Mai 2024 | Santos  | Sand  | Hady Habib  | 4:6, 6:4, 6:3 |